# Jan Chrzciciel Zhao Mingxi
Św. Jan Chrzciciel Zhao Mingxi, chiń. 趙明喜若翰 (ur. 1844 w Beiwangtou, Hebei w Chinach, zm. 3 lipca 1900 tamże) – święty Kościoła katolickiego, męczennik.
Podczas powstania bokserów w Chinach doszło do prześladowań chrześcijan. 3 lipca 1900 r. 18 z jego krewnych i przyjaciół zostało schwytanych i zabitych przez powstańców. On razem z bratem Piotrem Zhao Mingzhen prowadzili głośną modlitwę jako przygotowanie do śmierci.
Dzień jego wspomnienia to 9 lipca (w grupie 120 męczenników chińskich).
Został beatyfikowany razem z bratem 17 kwietnia 1955 r. przez Piusa XII w grupie Leon Mangin i 55 Towarzyszy. Kanonizowany w grupie 120 męczenników chińskich 1 października 2000 r. przez Jana Pawła II.